# Стефан Батори
Стефан (Ищван) Батори (на унгарски: Báthory István; на полски: Stefan Batory; на литовски: Steponas Batoras; на румънски: Ştefan Báthory; на беларуски: Стэфан Баторы) е крал на Полша и велик княз на Литва съвместно с Анна I Ягелонка в периода (1576 – 1586), както и войвода на Седмиградско в периода (1571 – 1586),
1. ↑  118753495 //   Посетен на 17 април 2024 г.